# Кокушкин, Антип Петрович
Кокушкин, Антип  Петрович (1775 — 27 июля (8 августа) 1848, С.-Петербург) — видный купец, экономист-самоучка, с.-петербургский городской голова, председатель Биржевого комитета, потомственный почётный гражданин, общественный деятель и благотворитель.

## Биография
Сын крестьянина. Уроженец небольшого сц. (дер.) Князчина, что на р. Соньже, в приходе с. Ильинского на Соти, Любимского уезда, Ярославской губернии. Самостоятельно выучился грамоте. Обладал «чрезвычайными» способностями к административной работе в финансах и экономике. Одна из главных черт деятельности Кокушкина — «его блистательные заслуги в отношении приведения в порядок запущенных канцелярских дел и деятельные, практические, часто административные меры против накопившихся общественных недоимок и уравнения налогов — деятельность, близкая к министерской».
Службу начал приказчиком при «делах винных откупов» Е. А. Чоблокова, с 1797 — управляющий его «делами в одном уездном городе». Затем управляющий питейными сборами «в двух губерниях» откупщика М. А. Ленивцева, и по окончании срока окупа получил от Ленивцева «особенный похвальный аттестат». Некоторое время занимался винными откупами самостоятельно. После передачи питейных сборов в казённое управление, принял на себя подряды по поставке материалов для строительства нижегородского ярмарочного гостиного двора, и «за усердное и точное исполнение принятых на себя обязанностей» получил похвальное свидетельство от ген.-майора А. А. Бетанкура. С открытием Гостиного двора наладил торговлю оптом на Нижегородской ярмарке, где покупал партии разного чая и отправлял их в С.-Петербург, а из столицы отправлял на ярмарку виноградные вина и другие товары.
В 1822 из Нижнего Новгорода переехал в С.-Петербург, записался в купцы второй гильдии и открыл под своим именем торговый дом по оптовой торговле чаем. Проживал в собственном доме, состоящим в Литейной части, 2-го квартала, на углу Невского и Литейного проспектов, под № 169, бывший дом купца Малкова. Через два года началась служба Кокушкина по выборам С.-Петербургского городского общества, во время которой ярко проявились его административные способности и талант самоучки-экономиста. По той службе неоднократно награждался «общественными актами» и благодарностями официальных властей.
С 24 февраля (7 марта) 1824 по 16 (28) февраля 1827 — ратман в 1-м департаменте Городового магистрата. По той должности построил на новых основаниях и привёл в образцовый порядок делопроизводство департамента, благодаря чему свыше 200 нерешенных за предыдущие годы дел было решено и больше 2000 старых решенных дел сдано в губернский архив. По результатам сенатской ревизии С.-Петербургской губернии 1826 года 1-му департаменту Городового магистрата объявлена благодарность за «успешный и правильный в нем ход дел».
С 15 (27) февраля 1827 по февраль 1830 — депутат от трех сословий (купцов, мещан и ремесленников) городского общества в С.-Петербургском дворянском депутатском собрании для раскладки земских повинностей в С.-Петербургской губернии. В той должности ярко проявился талант Кокушкина как налогового администратора. Обосновал и добился от правительства значительного уменьшения размеров 3-летних податей для тех сословий против прочих, на сумму зачета переплаченных податей. В соединенном собрании депутатов трех городских сословий Кукушкину выражена благодарность и приговором с.-петербургского купеческого общества выдан ему похвальный лист от 12 (24) марта 1832 за № 1784; от мещанского и цехового отделений также последовали «особые акты» с благодарностью.
При появлении холеры в столице, с.-петербургское купеческое общество в сентябре 1830 года, по предложению городского головы Н. И. Кусова, учредило на свой счет Городскую общественную больницу для бедных гражданского сословия (купцов, мещан, цеховых, вдов и их сирот) на 200 коек. Для её устройства выделялось из городских сумм 50 000 руб., а 23 октября (4 ноября) 1830 был нанят и в короткое время приспособлен под больницу дом умершего коммерции советника Соколова, состоящий в 3-м квартале, Московской части, под № 437. Городская общественная больница стала предтечей создания временных холерных больниц, содержавшихся купечеством во всех частях города, и Волковской купеческой богадельни (Николаевского Дома призрения престарелых и увечных граждан), учреждённой купеческим обществом в то же время. Для обустройства и содержания больницы так же принимались частные пожертвования в виде денег, имущества, лекарств, белья, продуктов, безвозмездного выполнения работ и оказания услуг и т. д.  А. П. Кокушкин, состоявший в то время в купцах 2-й гильдии, пожертвовал для больницы 1000 аршин холста «хряща» на 130 руб., за что ему, в числе прочих благотворителей, объявлено монаршее благоволение.
Продолжив службу в качестве налогового администратора, с декабря 1830 по август 1833 от С.-Петербургского купеческого общества избран членом высочайше учреждённой Комиссии для ревизии и учёта земских повинностей по С.-Петербургской губернии. За труды по ревизии земских повинностей, начиная с 1817 года, отношением ревизионной комиссии от 9 (21) января 1833 за № 106 в С.-Петербургскую городскую думу, Кокушкину объявлена благодарность.
С 11 (23) января 1833 по 16 (28) июня 1834 — с.-петербургский городской голова. Преемник Н. И. Кусова. По должности одновременно возглавлял комитет С.-Петербургской биржи (Биржевой комитет), а также состоял председателем и членом разных комитетов, комиссий и благотворительных заведений. На основании высочайше утверждённого 21 июля (2 августа) 1833 года «Положения о призрении престарелых и увечных граждан», и по званию городского головы, в сентябре 1833 принял обязанности председателя Комитета для принятия прошений Волковской купеческой богадельни (Николаевского Дома призрения престарелых и увечных граждан) лиц купеческого, мещанского и цехового сословий городского общества.
Деятельность в качестве городского головы начал с ревизии, в связи с чем были им были открыты злоупотребления и запущенность в городском хозяйстве и финансах. Современники отмечали, что отличительной чертой Кокушкина была его способность видеть главное и ситуацию в целом, опираясь на мелочи и второстепенные вопросы. Иначе говоря, Кокушкин «за деревьями видел лес». По его предложению, 19 (31) мая 1833 С.-Петербургская городская дума постановила создать комиссию для ревизии городских дел, которая была утверждена министром внутренних дел. Как городской голова, состоял членом и выходил с предложениями о пополнении городской казны в Комиссию для изыскания новых источников городских доходов и сокращения расходов, высочайше учреждённую в 1833 в связи с последствиями эпидемии холеры 1830—1831. Занимался наведением порядка в делопроизводстве о недоимках и при исполнении городским обществом рекрутской повинности; улучшениями по предмету сбережения жизненных припасов, в особенности хлебных, сплавляемых по Неве; принятием мер к улучшению пожарной безопасности городских и обывательских складов, и др. Особенная распорядительность Кокушкина как городского головы проявилась в делах об эффективном использовании городского имущества, сбережении городской казны и её пополнении: при закупке и доставке хлеба в Петербург в голодный 1833 год; о незаконном строительстве для торговли льном и пенькой на городской земле деревянных складов (близ Тучкова моста — 44 амбара, и на Гагаринской пристани — 26 амбаров) без уплаты оброчных сборов;  об увеличении доходов от аренды городских платьемойных плотов; об уменьшении расходов за наём городской аукционной камеры, на строительство новых мостков, на «неочевидные» и «необоснованные» закупки. За счет эффективного распоряжения городским имуществом и казной Кокушкин сэкономил для города сотни тысяч руб. без ущерба для решаемых задач.
Практически все предложения Кокушкина по должности городского головы, связанные с наведением порядка в городском хозяйстве, затрагивали финансовые интересы городских сословий и многих лиц, включая известных персон торгующего дворянства и биржевого купечества, занимавшихся строительством и торговлей на городской земле без уплаты налогов. Прослужив городским головой немногим более года, он, по доносу, 16 (28) июня 1834 был отстранен от должности городского головы, в связи с обвинением в уголовном преступлении по собственной торговле — противозаконной торговле копорским чаем. В течение двух дней сдал преемнику городские дела и казну, в которой находилось свыше трех миллионов рублей, на что было ему выдано свидетельство.
Отвергнув все обвинения и пройдя через все судебные инстанции, он был признан невиновным, оклеветанным, освобождён от всякого суда и следствия, и, по высочайшему повелению, было ему дозволено участвовать в общественных выборах на прежнем основании. Ещё до реабилитации, спустя неделю после отставки, Правительствующим сенатом удостоен звания потомственного почётного гражданина 29 июня (11 июля) 1834. Впоследствии Кокушкин ещё дважды баллотировался на должность городского головы, но избран не был. Однако, до своей кончины он оставался старшим кандидатом на должность городского головы, состоя под баллами тогдашнего головы В. Г. Жукова. Избирался гласным С.-Петербургской городской общей думы и депутатом её различных комиссии от 2-го (владельцев из личных дворян и почётных граждан) отделения.
По купчей от 5 (17) июля 1835, совершенной во 2-м департаменте С.-Петербургской гражданской палаты, от ротмистра лейб-гвардии Гусарского полка И. И. Неплюева, Кокушкин приобрел большой угловой 3-этажный каменный дом, с флигелями, службами и землёй, состоящий в 1-м квартале, 4-й Адмиралтейской части, под №№, по Табели 1822 г. — под № 41-м, по Положению 1834 г. — по Рыночному переулку 2-м и по Офицерской улице 35-м, ассигнациями за 100 000 руб. Здесь почётный гражданин поселился с семьей и жил до своей смерти. Здесь же находились его торговля и кладовые, доходные лавки, мастерские, харчевни и квартиры. Уже в декабре 1835 С.-Петербургская аукционная камера, по решению С.-Петербургского коммерческого суда, хранила в доме Кокушкина «разные вина несостоятельного должника здешнего 3-й гильдии купца Абрама Дмитриева», и проводила здесь торги по продаже вин Дмитриева, вместе со свидетельством на право торговли. Дом находился на бойком месте — рыночной площади, против Литовского рынка (где ныне комплекс зданий Мариинского театра) и Городской тюрьмы (Литовского замка), и неоднократно Кокушкиным закладывался. Первым его кредитором стал сам ротмистр И. И. Неплюев, в 1835 распродававший свои недвижимые имения, предоставивший половину стоимости дома в виде процентного займа сроком на год. Среди кредиторов был и Государственный заёмный банк, по искам которого дом Кокушкина, за просрочку платежей, трижды в 1840—1842 годах выставлялся к продаже с публичного аукциона, и Кокушкин каждый раз погашал недоимку. Последним кредитором стал тайный советник, кавалер и командор, князь Б. Н. Юсупов, по закладной от 13 (25) февраля 1845, выдавший под проценты 58 000 руб. серебром, или свыше 200 000 руб. ассигнациями, сроком на год. До своей смерти Кокушкин с князем рассчитаться не смог. В апреле 1848 во 2-м департаменте С.-Петербургского магистрата князь предъявил закладную ко взысканию, и вскоре, но уже после смерти должника, стал новым владельцем дома, получив его от наследников Кокушкина. Доходный дом внучки князя, княжны З. Н. Юсуповой, в замужестве графини Сумароковой-Эльстон, как впоследствии дом именовался, сохранился до настоящего времени (совр. — ул. Декабристов, 36 / Минский пер., 1) и является памятником классической архитектуры.
В том же квартале, где жил Кокушкин, находился Демидовский дом призрения трудящихся и его заведения. В июле 1837 года, в честь дня рождения императрицы Александры Фёдоровны, старшины Дома призрения на устройство работникам единообразной «приличной» одежды пожертвовали 600 аршин коричневого камлота, и сверх того, почётный гражданин А. П. Кокушкин пожертвовал 500 руб. (в других источниках показано 5000 руб.) на устройство самого заведения, за что он пожалован монаршим благоволением императрицы.
Ложное обвинение в незаконной торговле, последовавшее после крупных убытков от эпидемии холеры 1831 года, нанесло тяжелый удар по торговле Кокушкина. Сначала перейдя во 2-ю гильдию, он с 1840-х торгового капитала от себя не объявлял. Передав дела сыну, записавшемуся в купцы 3-й гильдии, все силы отдавал городской службе. С введением в 1846 нового общественного устройства С.-Петербурга, был избран старшиной 2-го отделения, от сословия владельцев из личных дворян и почётных граждан, в собрании С.-Петербургской городской общей думы 27 октября (8 ноября) 1846. В старшинские товарищи к нему были избраны академик А. П. Брюллов и почётный гражданин Ф. В. Лыткин.
Как наиболее уважаемый член сословия почётных граждан, от городского общества был уполномочен распределять среди жителей столицы хлебные запасы во время эпидемии холеры 1847—1848. В мае 1847 оптовые торговцы хлебом в С.-Петербурге, в связи со значительным ростом цен на ржаную муку, овёс и гречневую крупу, «во исполнение отеческого желания государя императора» взяли на себя обязательство перед правительством десятую часть поступающей им муки и круп выделять для продажи жителям С.-Петербурга по сниженным ценам. Городская распорядительная дума назначила «известного своей добросовестностью» Кокушкина уполномоченным в 1-м квартале, 4-й Адмиралтейской части, для выдачи жителям «свидетельства, в том, кому именно и сколько должно быть отпущено какого рода хлеба». Получив то свидетельство, житель столицы являлся в Хлебную контору на берегу р. Невы, близ Александро-Невской лавры, для получения записки, за подписью члена конторы, на имя торговца, от коего следует принять по установленной цене требуемое количество хлеба. Вскоре Кокушкина назначили старшим членом конторы Невской хлебной пристани. В тех должностях он служил до кончины, не оставляя другой городской службы.
По день кончины состоял в выборных должностях и званиях: старшины 2-го отделения С.-Петербургской городской общей думы и председательствующим по тому отделению в С.-Петербургском дворянском депутатском собрании; членом комиссии Общей думы для предварительного рассмотрения впервые составляемой Городской росписи 1848 года и гласным С.-Петербургского губернского комитета, который составлял итоговый бюджет (Роспись) города и через министра внутренних дел представлял его в Государственный совет для высочайшего утверждения; старшим членом конторы Невской береговой хлебной пристани и уполномоченным от Городской распорядительной думы в 1-м квартале, 4-й Адмиралтейской части, для снабжения жителей столицы хлебными припасами с понижением цен; попечителем временной холерной больницы в здании Съезжего дома 4-й Адмиралтейской части, по р. Фонтанке, близ Калинкина моста, по назначению Центрального холерного комитета, высочайше учреждённого 19 ноября (1 декабря) 1847.
Скоропостижно умер на 73-м году жизни, находясь на службе и заразившись холерой в той больнице. Был похоронен на одном из городских холерных кладбищ.

## Семья
- Сын — Василий Антипов[28] Кокушкин (? — не ранее 1848), с.-петербургский 3-й гильдии купец и почётный гражданин[29]. Жил в доме отца[30]. Член-посетитель С.-Петербургского общества посещения бедных[31]. С 1839 по 1843[32] годы содержал, совместно с титулярной советницей Екатериной Соболевой, питейный откуп в г. Цивильске и Цивильском уезде, Казанской губ[33]. Был знаком с семьей управляющего цивильскими питейными сборами, поверенного Таврической губернии, бердянского мещанина Леонтия Гаврилова Добрынина.

## Память
В современной библиографии, посвященной истории с.-петербургского городского управления, изданной к 300-летию С.-Петербурга и тиражируемой в последующие годы, А. П. Кокушкин не упоминается вовсе. Более того, городским головой С.-Петербурга в 1833 (1833/34) назван его однофамилец, ревизор при Государственном коммерческом банке, коллежский советник Александр Иванович Кокушкин (28.06.1778-4.01.1856), никогда не служивший в этой должности. См.:
- Руководители Санкт-Петербурга / (авт.-сост. Длуголенский Я. Н., Берсенев В. В. и др.). — СПб: Издательский Дом «Нева»; М.: «Олма-Пресс», 2003. — С. 254. — ISBN 5-7654-2114-8;
- Городская власть Санкт-Петербурга: биохроника трех столетий / (авт.-сост. Е. М. Балашов и др.). — СПб.: ЛИК, 2007. — С. 492. — ISBN 978-5-86038-140-7.

Факт более чем удивительный, поскольку А. П. Кокушкин показан городским головой С.-Петербурга в изданиях ещё XIX века.